# 霜凍作用

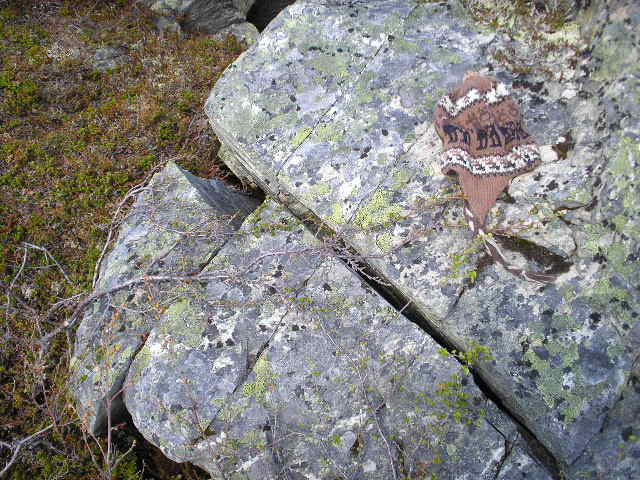
瑞典阿比斯库的一塊岩石由於霜凍作用而產生縫隙

霜凍作用是一種風化作用，是指岩石的孔隙中的液態水結冰後，冰的體積日益龐大，岩石受到冰塊擠壓而破裂。地處潮湿的温带地区的裸露的岩石，特别是多孔岩石，如砂岩，極易出現霜凍作用現象。